# Engerhafe
Engerhafe is een dorp in de Landkreis Aurich in de Duitse deelstaat Nedersaksen. Bestuurlijk maakte het vanaf 1938, samen met Fehnhusen, Oldeborg en Upende deel uit van de gemeente Oldeborg, die sedert 1972 op haar beurt een Ortsteil is van de gemeente Südbrookmerland. Het dorp ligt op een uitloper van de geest die door het midden van Oost-Friesland loopt.
Het dorp komt onder de namen Buta-Ee (buiten de Ee) en Uthengrahove (hove wijst op een gerechtsplaats) voor in oorkondes uit de tijd tussen 1250 en 1276. Uit die tijd stamt ook de bouw van de kerk van Engerhafe, gewijd aan Johannes de Doper. Bij de kerk staat een losstaande klokkentoren, alsmede een steenhuis uit de vijftiende eeuw dat dienstdoet als pastorie.

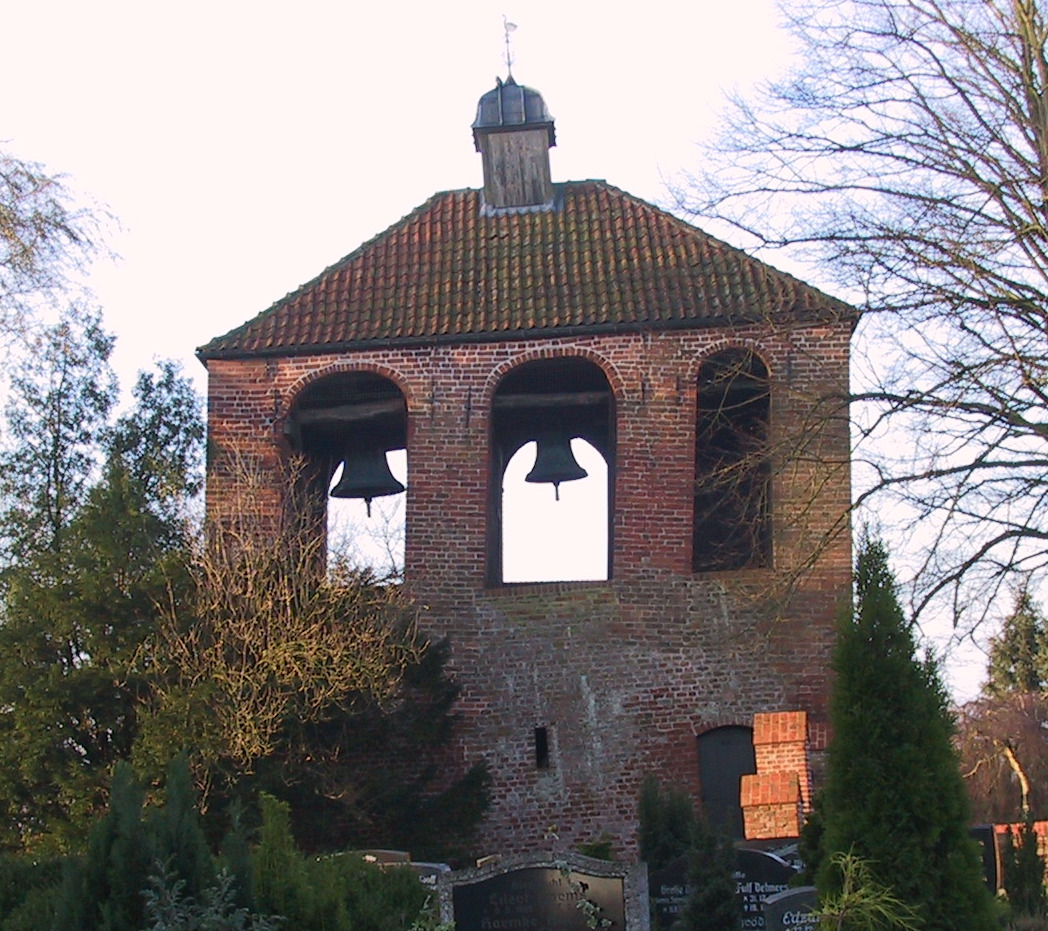
Klokkentoren
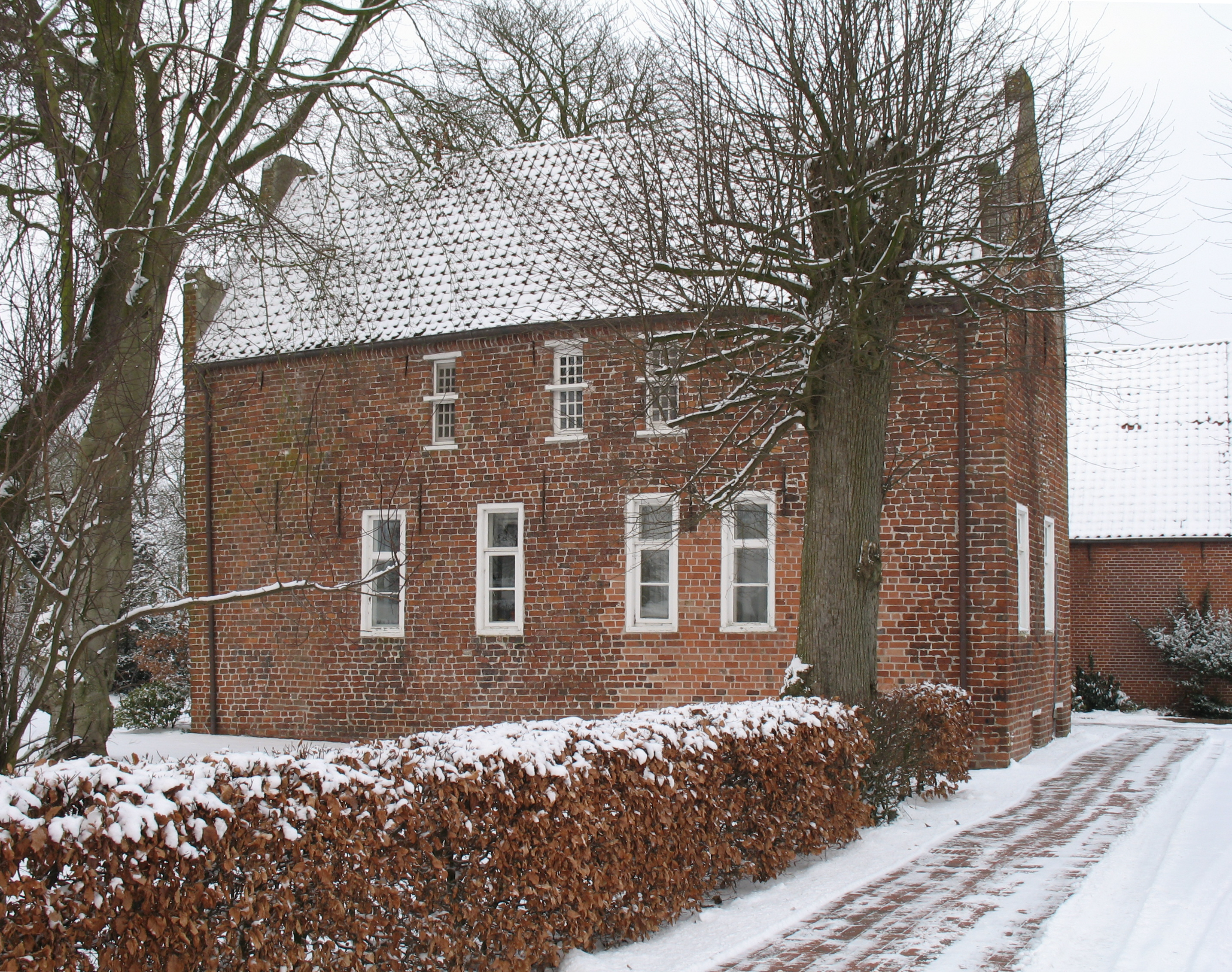
15e-eeuwse pastorie te Engerhafe

## Concentratiekamp
Bij het dorp werd in oktober 1944 een concentratiekamp gebouwd als nevenvestiging van het kamp Neuengamme. In het kamp werden ongeveer 2.000 mensen onder onmenselijke omstandigheden geïnterneerd, met name verzetslieden, dwangarbeiders en gijzelaars uit Nederland. De kampbewoners werden tussen oktober en december 1944 te werk gesteld bij de bouw van de zogenaamde Friesenwall, een verdedigingslinie die de nazi's bouwden van de Nederlandse grens tot aan Denemarken. Toen het kamp in december weer werd gesloten, hadden zo'n 200 gevangenen het niet overleefd. De overlevenden werden teruggestuurd naar Neuengamme.